# 霍羅德尼亞區

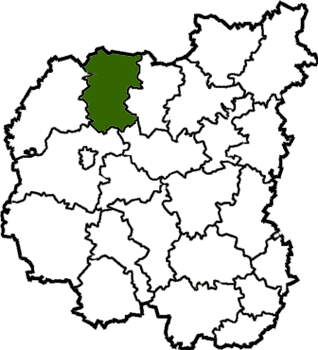
霍羅德尼亞區在切尔尼希夫州的位置

霍羅德尼亞區（烏克蘭語：Городнянський район），又按俄语名译为戈羅德尼亞區，曾是烏克蘭北部切尔尼希夫州的一個區。行政中心設於霍羅德尼亞，面積1,566平方公里，2013年人口29,551，人口密度每平方公里18.87人。
2020年7月18日作为乌克兰行政区划改革的一部分，切尔尼希夫州的区份数量减至5个，霍羅德尼亞區的范围并入切爾尼希夫區。